# 我們的萬聖節派對！
我們的萬聖節派對！（英語：GINGERBREAD ft. BAKERIE Fans Meeting Party）是香港歌手黎明以「明福俠」身份及樂隊Gingerbread名義舉行的音樂活動，由Player One Limited主辦，此活動於2019年10月31日在麥花臣場館舉行，只演1場。

## 背景
香港樂隊Gingerbread是黎明於2019年4月籌組的一支樂隊，樂隊成員包括明福俠（黎明）及Auto-Tom（Tommy Grooves），該樂隊曾於2019年5月和8月推出單曲，黎明期望透過創作不同文化的音樂作品，開闊聽眾的視野及為聽眾帶來溫暖舒爽的感覺。

## 製作概念

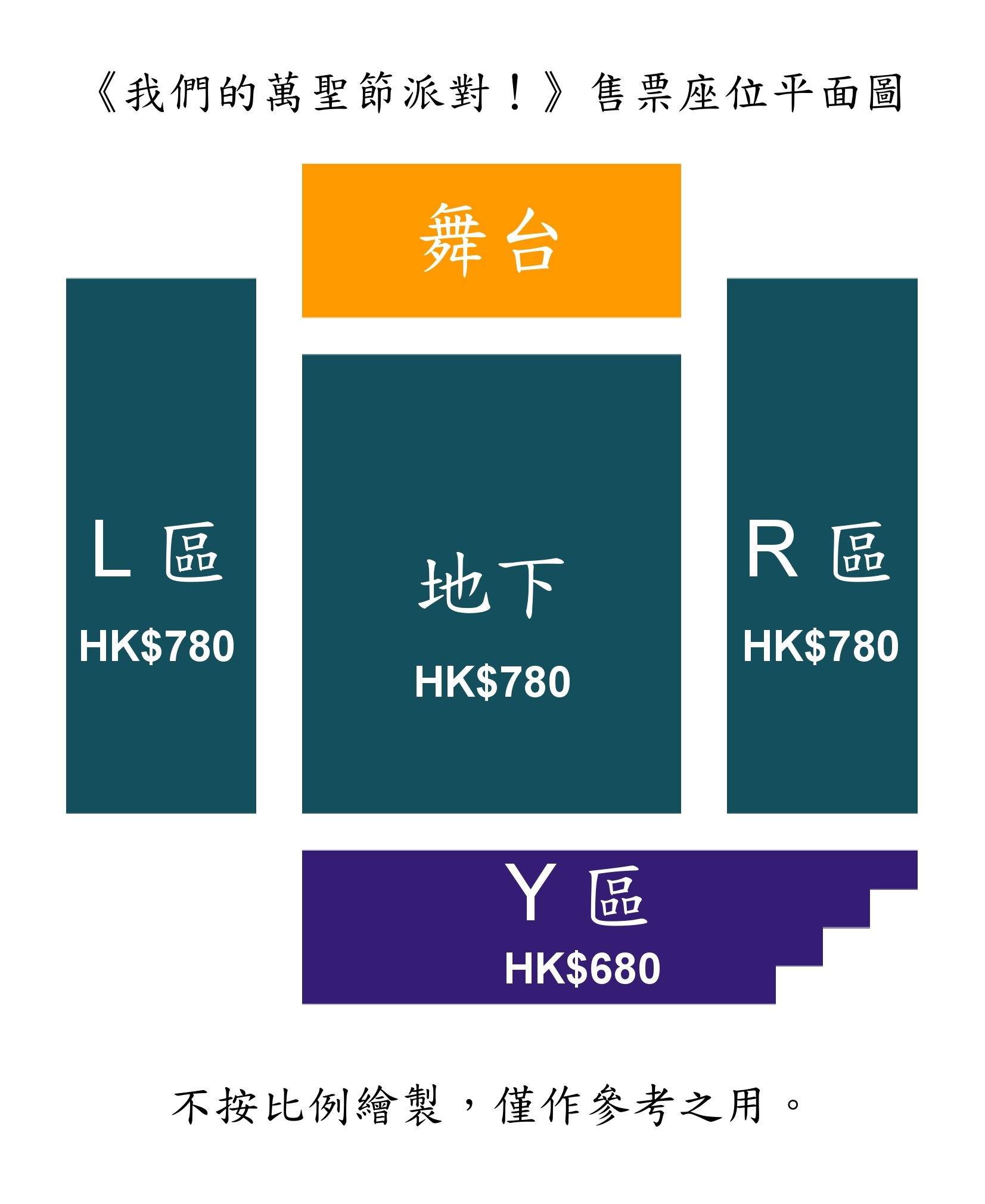
售票座位參考平面圖

《我們的萬聖節派對！》是Gingerbread成立以來的首個音樂活動，由興明亞洲工程有限公司承辦舞台工程，以萬聖節為活動主題，於2019年10月31日在旺角麥花臣場館舉行，司儀由林盛斌擔任，音樂團體Bakerie、Dough-Boy擔任表演嘉賓，門票於2019年9月30日早上9時起在Hotdogtix網站以電子形式公開發售，門票售價分別為港幣780元及680元，每張門票另加12元服務費，會場不設輪椅區域。主辦單位要求現場觀眾於活動舉行當天的晚上6時45分起憑QR碼門票入場，並禁止觀眾攜帶食物、飲品、攝錄器材、玻璃瓶、雷射裝置、大型横額及旗幟等物品進場，5名保安人員負責維持秩序及逐一檢查入場人士的隨身行李。此活動以歌友見面派對形式舉行，當中包括演唱及遊戲環節，流程編排如下：
1. 序幕：黎明出場並演唱歌曲〈紅色跑車〉
2. 訪問環節：司儀訪問黎明
3. 遊戲環節：以抽獎形式抽出數名現場觀眾，與黎明合照及玩遊戲，遊戲勝出者可獲得黎明挑選的禮物。
4. 訪問環節：司儀訪問黎明
5. 演唱環節：黎明演唱歌曲〈你是如此難以忘記〉
6. 訪問環節：司儀訪問黎明
7. 演唱環節：黎明演唱歌曲〈有了你〉
8. 遊戲環節：以抽獎形式抽出數名現場觀眾，與黎明合照及玩遊戲，遊戲勝出者可獲得黎明挑選的禮物。
9. 嘉賓環節：黎明介紹嘉賓Bakerie出場，由Bakerie演唱歌曲〈早班火車〉
10. 遊戲環節：以抽獎形式抽出數名現場觀眾，與黎明和Bakerie合照，然後進行猜歌名遊戲，遊戲勝出者可獲得黎明挑選的禮物。
11. 訪問環節：司儀訪問黎明和Bakerie
12. 遊戲環節：以抽獎形式抽出數名現場觀眾，與黎明合照及進行競技疊杯遊戲，遊戲勝出者可獲得黎明挑選的禮物。
13. 嘉賓環節：嘉賓Dough-Boy演唱歌曲〈天空之城〉
14. 演唱環節：Gingerbread演唱歌曲〈我們的下雨天〉
15. 遊戲環節：以抽獎形式抽出數名現場觀眾，與黎明和Bakerie合照，然後進行猜歌曲遊戲，遊戲勝出者可獲得黎明挑選的禮物。
16. 演唱環節：Gingerbread演唱歌曲〈勁傾心〉
17. 尾聲：黎明與表演嘉賓及全場觀眾一起拍大合照

## 反響
《我們的萬聖節派對！》是黎明首次以明福俠身份公開亮相的活動，不少人表示期待活動舉行，更期待見到黎明，也有網民在有關的貼文留下「黎明終於來到，何時光復香港」或「黎明來到，要光復香港」等字句。傳媒報導指2019年10月31日是香港實施禁止蒙面規例後的首個萬聖節，亦是太子站襲擊事件兩個月，不少警員於太子及旺角一帶駐守，並施放催淚彈驅散在街上聚集的市民，《我們的萬聖節派對！》則未有受到影響，如期在晚上8時舉行，惟未有安排傳媒入場採訪。來自世界各地的觀眾於黃昏六時許在場館外排隊等候入場，龍尾延至附近的籃球場，為配合萬聖節主題，有觀眾打打扮成嘩鬼一樣，當中有來自韓國的觀眾打扮成中國殭屍，從網民分享的相片和短片顯示，黎明與現場觀眾互動打成一片。林盛斌對於獲黎明邀請擔任司儀感到夢幻，有觀眾認為黎明與林盛斌的合作充滿火花而且有趣，並表示希望他們日後可以多些合作。